# Тайцянь
Тайця́нь (кит. упр. 台前, пиньинь Táiqián) — уезд городского округа Пуян провинции Хэнань (КНР).

## История
При империи Западная Хань в этих местах был создан уезд Шоулян (寿良县). При империи Восточная Хань из-за практики табу на имена, чтобы избежать употребления иероглифа «лян», входившего в имя Ли Ляна (дяди императора Гуанъу-ди), уезд был переименован в Шоучжан (寿张县).
После победы в гражданской войне коммунистами была в августе 1949 года создана провинция Пинъюань, а в её составе был образован Специальный район Ляочэн (聊城专区), и уезд вошёл в его состав. 30 ноября 1952 года провинция Пинъюань была расформирована, и Специальный район Ляочэн перешёл в состав провинции Шаньдун. В 1964 году уезд Шоучжан был расформирован, южная часть его территории вошла в состав уезда Фаньсянь, северная — в состав уезда Янгу.
В 1964 году, в связи с изменением границы между провинциями Шаньдун и Хэнань, уезд Фаньсянь был передан в состав Специального района Аньян (安阳专区) провинции Хэнань. В 1968 году Специальный район Аньян был переименован в Округ Аньян (安阳地区). 
В 1974 году 9 коммун из уезда Фаньсянь были выделены в Фаньсяньское Тайцяньское управление (范县台前办事处), подчинённое напрямую властям округа Аньян. 14 марта 1975 года Фаньсяньское Тайцяньское управление было переименовано в Тайцяньское управление (台前办事). В декабре 1978 года Тайцяньское управление было переименовано в уезд Тайцянь (台前县).
В 1983 году округ Аньян был расформирован, и были созданы городские округа Аньян и Пуян; уезд вошёл в состав городского округа Пуян.

## Административное деление
Уезд делится на 4 посёлка и 5 волостей.

## Экономика
Тайцянь является крупным центром обработки перьев и пуха (треть всего производства перьев и пуха в Китае), а также производства пуховых курток, подушек и одеял. По состоянию на 2023 год в уезде работало свыше 190 предприятий, специализирующихся на обработке пера и пуха и изготовлении пуховиков. Ежегодно здесь перерабатывается 160 тыс. тонн сырья, производится 35 млн единиц верхней одежды и других изделий.